# Kałek (jezioro)
Kałek – jezioro na Równinie Torzymskiej, położone w województwie lubuskim, w powiecie krośnieńskim, w gminie Bytnica, na obszarze Gryżyńskiego Parku Krajobrazowego.

## Położenie i opis
Jezioro Kałek położone jest w północno-wschodniej części powiatu krośnieńskiego, na terenie Równiny Torzymskiej. Kałek jest naturalnym zbiornikiem wodnym powstałym w okresie zlodowacenia bałtyckiego na skutek wytopienia się bryły martwego lodu.
Jezioro otoczone jest lasami, brzegi przeważnie strome, w środkowej części jeziora wznoszące się maksymalnie 35 metrów ponad poziom wody. Dno akwenu zbudowane jest głównie z torfu turzycowego lub trzcinowego przechodzącego w gytię wapienną. Dno przy brzegu zachodnim tworzą piaski i żwiry z frakcjami kamiennymi wykształcone w procesach erozyjnych. Nadmiar wód odprowadzany jest niewielkim ciekiem na południe aż do Gryżyńskiego Potoku. Zbiornik zasilany jest źródłem znajdującym się w pobliżu ośrodka wczasowego. Najbliżej położoną miejscowością jest oddalona 2 km na północ wieś Gryżyna.
Wokół jeziora występują pokłady tzw. kredy pojeziernej, od którego wywodzi się jedna z nazw jeziora. Osady te powstały w wyniku biologicznego odwapniania wód przez plankton i roślinność zanurzoną.

## Hydronimia
Do 1945 roku jezioro nazywane było Kalk See. 17 września 1949 roku wprowadzono nazwę Kałek. Obecnie państwowy rejestr nazw geograficznych jako nazwę główną jeziora podaje Kałek, jednocześnie wymienia nazwy oboczne: Jezioro Gryżyńskie oraz Wapienne. Według spisu opracowanego przez Komisję Nazw Miejscowości i Obiektów Fizjograficznych (KNMiOF) nazwa tego jeziora to Jezioro Gryżyńskie.

## Morfometria
Według danych Instytutu Rybactwa Śródlądowego powierzchnia zwierciadła wody jeziora wynosi 22,0 ha, natomiast A. Choiński, poprzez planimetrowanie na mapach 1:50 000, określił wielkość jeziora na 25,0 ha.
Średnia głębokość zbiornika wodnego według różnych źródeł to 7,0 m, 9,2 m lub 12,4 m, a maksymalna – 21,0 m, 22,6 m lub 23,8 m. Objętość jeziora według IRŚ wynosi 1540,0 tys. m³, według IMGW 2235,6 tys. m³, natomiast według danych WIOŚ 2939,0 tys. m³. Maksymalna długość jeziora to 800 m, a szerokość 390 m. Długość linii brzegowej wynosi 2100 m.
Według Atlasu jezior Polski (red. J. Jańczak, 1996) lustro wody znajduje się na wysokości 61,7 m n.p.m., natomiast według numerycznego modelu terenu udostępnionego przez Geoportal lustro wody znajduje się na wysokości 61,6 m n.p.m.
Według Mapy Podziału Hydrograficznego Polski jezioro leży na terenie zlewni piątego poziomu Gryżynka do Kozłowca (l). Identyfikator MPHP to 15921.

## Zagospodarowanie
Administratorem wód jeziora jest Regionalny Zarząd Gospodarki Wodnej w Szczecinie. Utworzył on obwód rybacki, który obejmuje wody jeziora Kałek (Jezioro Wapienne (Kałek) na cieku bez nazwy uchodzącym do Jeziora Nicemino (Rekowo) – nr 1). Ze względu na typologię rybacką jest to jezioro bliskie typu sielawowego.
Jezioro pełni również funkcje rekreacyjne, w 2002 nad jeziorem funkcjonował jeden ośrodek wypoczynkowy zlokalizowany na północnym brzegu. Wokół akwenu wiedzie ścieżka edukacyjna (7,5 km).

## Czystość wód i ochrona środowiska
Według danych Wojewódzkiego Inspektoratu Ochrony Środowiska w roku 2002 wody jeziora charakteryzowały się II klasą czystości. Na podstawie badań wykazano przekroczenie stężenia fosforanów, fosforu ogólnego, substancji organicznych wyrażonych wskaźnikiem BZT5 oraz azotu amonowego. Nie najlepszy stan wód zbiornika przy jednocześnie wysokim stopniu odporności na degradację, tłumaczono zasilaniem wód substancjami biogennymi i mineralnymi zgromadzonymi w osadach dennych, jako dodatkową prawdopodobną przyczynę podano złą jakość wód podziemnych zasilających jezioro.
Jezioro zostało zakwalifikowane jako bardzo odporne na degradujące wpływy zewnętrzne, w związku z czym zostało zaliczone do I kategorii podatności na degradację. Pozytywny wpływ na ten wskaźnik ma wysoka średnia głębokość, przewaga lasów w zlewni bezpośredniej, niska wymiana wód w ciągu roku oraz niska wartość współczynnika Schindlera, obrazującego wielkość zlewni w stosunku do objętości jeziora. Problemem była natomiast niewielka objętość akwenu w porównaniu do długości jego linii brzegowej.
Przeźroczystość wód jeziora wynosiła w 2002 roku w zależności od miesiąca pomiarów średnio 3,3 metra.
Jezioro znajduje się na terenie Gryżyńskiego Parku Krajobrazowego oraz w granicach obszaru specjalnej ochrony siedlisk Natura 2000 Rynna Gryżyny PLH080067. Wzdłuż wschodniego brzegu jeziora wiedzie aleja drzew pomnikowych uznana za zbiorowy pomnik przyrody Wędkarska. Aleja w 2021 roku liczyła 99 drzew gatunku dąb szypułkowy.